# Winter Gardens (Californie)
Winter Gardens est une census-designated place du comté de San Diego, dans l'État de Californie, aux États-Unis,. En 2020, elle compte une population de 22 380 habitants.